# ألفرد نيومان (مهندس معماري)
ألفرد نيومان (بالإنجليزية: Alfred Newman)‏ هو مهندس معماري أسترالي، ولد في 18 يناير 1875 في جنوب أستراليا في أستراليا، وتوفي في 18 يناير 1921 في نيوساوث ويلز في أستراليا.